# Хајавота (Канзас)
Хајавота (енгл. Hiawatha) град је у америчкој савезној држави Канзас.

## Демографија
По попису из 2010. године број становника је 3.172, што је 245 (-7,2%) становника мање него 2000. године.
| Група             | 2000.         | 2010.         |
| Белци             | 3.071 (89,9%) | 2.783 (87,7%) |
| Афроамериканци    | 95 (2,8%)     | 72 (2,3%)     |
| Азијати           | 5 (0,1%)      | 9 (0,3%)      |
| Хиспаноамериканци | 102 (3,0%)    | 125 (3,9%)    |
| Укупно            | 3.417         | 3.172         |